# Vergă
O vergă (în engleză yard) este o bară masivă de lemn sau de metal, montată orizontal de partea anterioară a unui arbore printr-un dispozitiv de prindere numit troță, care-i permite mișcarea în plan orizontal sau coborârea și ridicarea la post de-a lungul arborelui. 
La veliere, verga susține o velă pătrată, iar la navele moderne este folosită ca suport pentru antene și pentru ridicarea semnalelor vizuale de distanță. Vergile de velier au fixată în partea superioară pe toată lungimea lor o vergea metalică, numită „filieră de învergare", de care se leagă marginea superioară a velei, iar în partea inferioară, o parâmă subțire sugrumată din loc în loc, numită țapapie, pe care calcă marinarii în timpul cât lucrează la învergarea, întinderea sau strîngerea velelor. 
Uneori, capetele vergilor sunt prelungite cu niște bastoane suplimentare numite „verfafori", care susțin velele suplimentare denumite „aripi".